# Vladimer Dgebuadze
Vladimer Dgebuadze (gruzínsky ვლადიმერ დგებუაძე), (* 5. listopad 1970 Suchumi, Sovětský svaz) je bývalý reprezentant Sovětského svazu a Gruzie v judu. Původem je Abcházec.

## Sportovní kariéra
Patřil k judistům, jejichž dobře nastartovanou kariéru ovlivnil rozpad Sovětského svazu. Měl se stát pokračovatel gruzínské tradice lehkých vah v sovětském dresu. Jména jako Tamaz Namgalauri nebo Giorgi Tenadze byli pravidelnými účastníky velkých podniků celá 80. léta. Jenže v roce 1991 se Sovětský svaz rozpadl a následně vznikl státní orgán Společenství nezávislých států. Z nějaké neznámé příčiny se ze dne na den přestali gruzínští judisté zvát do reprezentace. Až na zásah funkcionářů se podařilo na olympijské hry v Barceloně v roce 1992 protlačit jednoho zástupce Chachaleišviliho. Pro Dgebuadzeho se již místo vyhádat nepodařilo. SNS tak reprezentoval v lehkých vahách Dagestánec Magomedbek Alijev.
V roce 1994 se ho dotkla ekonomická krize. Nepodlehl tlaku a nešel reprezentovat jinou zemi. V roce 1995 se mu podařilo sehnat finance pro přípravu a vybojoval si účast na olympijských hrách v Atlantě v roce 1996. Vypadl ve čtvrtfinále na jedno napomenutí s Mongolem Boldbátarem. V dalších letech se již v reprezentaci neobjevil.

## Výsledky
| Turnaj             | Sovětský svaz | Sovětský svaz | Sovětský svaz |      |      |      |      |      |
| Turnaj             | 1989          | 1990          | 1991          | 1992 | 1993 | 1994 | 1995 | 1996 |
| ------------------ | ------------- | ------------- | ------------- | ---- | ---- | ---- | ---- | ---- |
| Olympijské hry     | -             | -             | -             | dns  | -    | -    | -    | úč.  |
| Mistrovství světa  | dns           | -             | 3.            | -    | úč.  | -    | dns  | -    |
| Mistrovství Evropy | dns           | dns           | dns           | dns  | 1.   | dns  | dns  | úč.  |
| MS juniorů         | -             | 1.            | -             | -    | -    | -    | -    | -    |
| ME juniorů         | 1.            | dns           | -             | -    | -    | -    | -    | -    |